# Alfred Frère

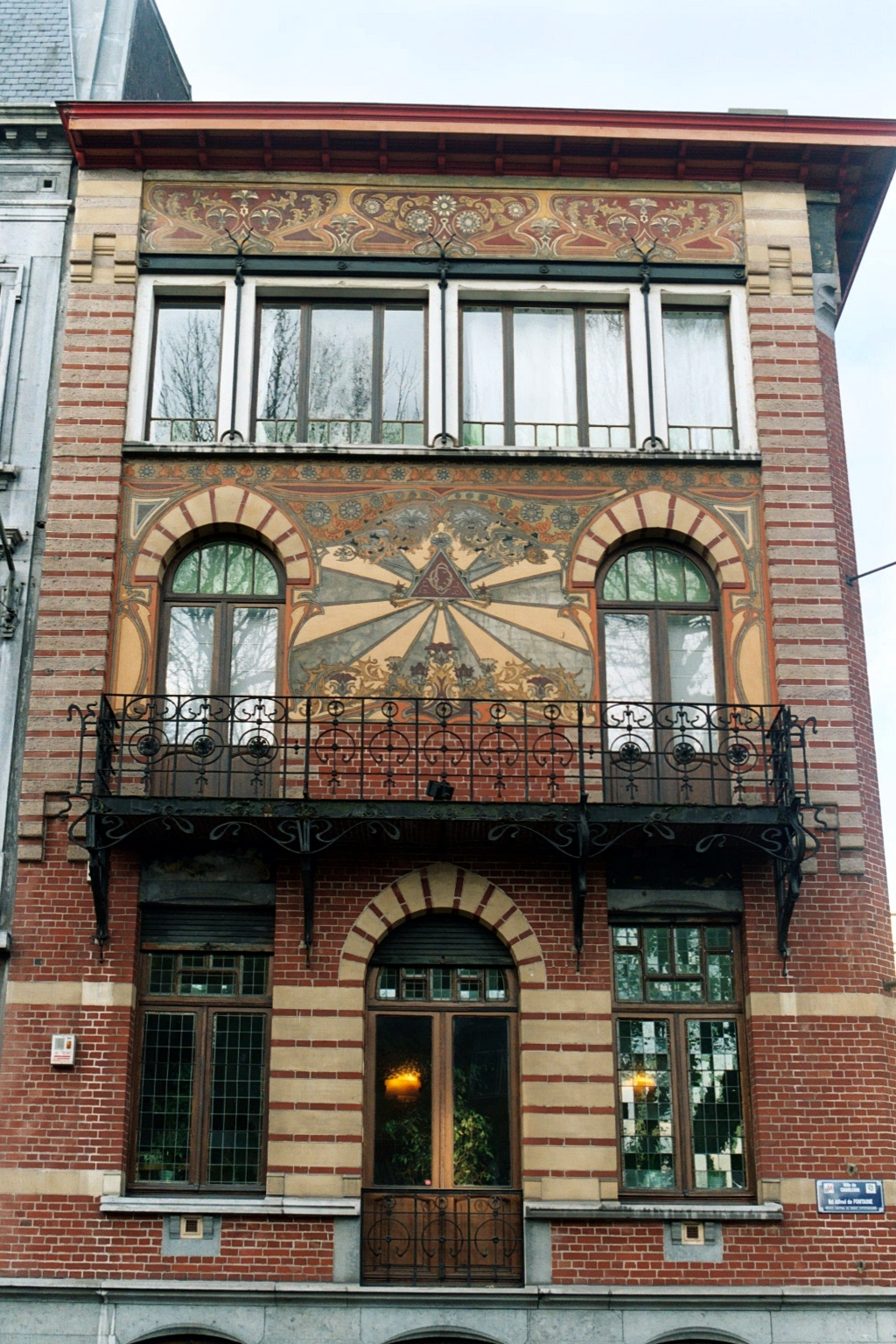
Maison dorée

Alfred Frère est un architecte belge. 
Il naquit à Gilly en 1851, fils de Charles Frère, cultivateur et voiturier et de Marie-Thérèse Cornil, et mourut en 1918 au n° 99 de l'avenue Brugmann à Forest, commune bruxelloise où il s'était établi dès 1906.
Après avoir reçu une formation de géomètre et d'expert-architecte, il se marie en 1883 avec Lucie Squilbeck, née à Sombreffe en 1862.
Alfred Frère se fit rapidement connaître comme un architecte de talent et il devint dès 1887 membre correspondant de la Société centrale d'architecture de Belgique.
Il est de nos jours surtout connu par la Maison Dorée construite en 1899 à Charleroi, ornée de sgraffitos créés par le décorateur Art nouveau Gabriel van Dievoet et considérée comme une des « Cent merveilles de Wallonie ». 
C'est dans cette maison, démontrant son savoir-faire, qu'il avait son cabinet d'architecte situé à l'entresol.
L'architecte Alfred Frère est le père du grand financier Maurice Frère, gouverneur de la Banque Nationale de Belgique.

## Œuvres identifiées
- 1899, Charleroi, la Maison Dorée, avec des sgrafittes par Gabriel van Dievoet.
- 1912, Ixelles, avenue Molière, n° 305, hôtel particulier de style "Beaux-Arts" (signalé par Emmanuelle Dubuisson)